# Раронське повстання
Раронське повстання (нім. Raronhandel) — повстання XV століття у Вале (території Сьйонського єпископства) проти влади місцевої шляхетської родини Рарон. Повстання втягнуло в конфлікт кілька кантонів Старої швейцарської конфедерації, що загрожувало громадянською війною. Хоча Берн спочатку мав успіх, зрештою він був змушений здати більшість своїх здобутків.

## Передумови
Наприкінці XIV — на початку XV століття Барон з Рарона швидко піднявся до найвищих духовних і світських посад у Вале. Після смерті єпископа Вільгельма I з Рарона у 1402 році та його батька Петера з Рарона у 1413 році в Верхньому Вале сформувалася повстанська партія. Вона виступала проти нового князя-єпископа Вільгельма II з Рарона та претензій його дядька Вішара з Рарона. Імператор Сигізмунд у 1414 році надав Вішару суверенітет над Вале як винагороду за його військову службу в Ломбардії. Права на Вале ще з 999 року належали єпископу Сьйонському. Імператорський указ 1414 року мав передати ці права від єпископської кафедри родині Раронів. Однак землі («десятини») від Сьєра до Гомсу не бажали втратити нещодавно здобуту незалежність від Савої задля підпорядкування місцевому дворянину. До того ж барон підтримав вторгнення Савої в Оссолу на південь від Вале, що ще більше підживило побоювання, що барон Раронський продовжить підтримку Савої.
Побоюючись, що Рарони планують обмежити їхні нові свободи, у 1415 році цегндени Верхнього Вале повстали під проводом Товариства Пса (так названого через пса на їхньому прапорі).

## Війна
Повстанці взяли в облогу Вітшарда та його почет у замку Сета біля Сав'єза та змусили його відмовитися від посади єпископського баїлія, а також погодитися на надання права обирати власних представників у владі. Вітшард був змушений залишити Вале та звернувся за допомогою до Берна, однак не здобув підтримки. Тоді він звернувся до Амадея VIII Савойського, який став союзником Вітшарда і направив війська до Вале. Приблизно в той самий час три «десятини» Верхнього Вале уклали союз з Люцерном, Урі та Унтервальденом. За підтримки Савої Рарони знову зайняли свої замки, але повстання в долині тривало. До 1417 року війська Вале зруйнували замки Бореґар, Турбійон та Монторж — усі вони були центрами впливу Раронів.
Оскільки родина Раронів мала бернське громадянство, вони знову звернулися до міста з проханням допомогти у поверненні земель. Коли Берн став на бік Раронів проти Люцерна, Урі та Унтервальдена, це поставило під загрозу єдність Старої швейцарської конфедерації. Нейтральні кантони — Швіц, Гларус, Цюрих і Цуг — намагалися втрутитися й відновити мир, але безуспішно. У вересні 1417 року Вітшард з родиною змушений був остаточно залишити країну. Люцерн, Урі та Унтервальден не хотіли прямо протистояти Берну, натомість вирішили вторгнутися у долину Оссола. Вони швидко витіснили савойські війська з регіону й ослабили владу Раронів у прилеглому Вале.
У 1417 році Конфедерати зустрілися в Люцерні, щоб домовитися про компроміс усередині Конфедерації. Їм вдалося досягти тимчасової згоди, але після того, як війська Вале знову атакували та взяли в облогу замки Раронів, Берн у 1418 році вторгся через перевал Санеш і пограбував Сьйон. 25 квітня 1419 року обидві сторони зустрілися в Цюриху, щоб спробувати дійти згоди. Однак до 15 травня цього ж року, коли переговори стали несприятливими для повстанців, війська Вале покинули перемовини та, дорогою назад, пограбували кілька отар бернських овець. У відповідь Берн організував ще одне вторгнення через перевал Грімзель, задіявши близько 13 000 людей. У поході також взяли участь війська з Фрібура, Золотурна, Невшателя та декілька загонів із Швіцу. Урі та Унтервальден відмовилися відправляти війська на будь-яку зі сторін конфлікту.

## Військові дії
Бернське військо просувалося через кантон, спалюючи села на своєму шляху. Валіські війська, не маючи підтримки союзників і поступаючись у силі, здебільшого відступали. Однак у другій битві під Ульріхеном у вересні 1419 року загін із 400 до 600 осіб під командуванням Томаса Брантшена влаштував засідку та стримав наступ бернців. Побоюючись зимових буревіїв, які могли перекрити гірські перевали, бернське військо відступило через гори, за якими рушив загін із 500 валісців. Повстанці з Вале опинилися в ізоляції та втратили багато своїх домівок, тоді як Берн зазнав значних втрат від невеликого загону під Ульріхеном. Обидві сторони були готові до переговорів.

## Наслідки
У кінці 1419 року обидві сторони зустрілися в Цугу, а посередником виступив герцог Савойський. 25 січня 1420 року було підписано остаточний мирний договір. Вале зобов'язувався повернути барону Рарону його замки та землі, а також виплатити йому 10 000 флоринів компенсації. Крім того, Вале мав сплатити Берну 10 000 флоринів, єпископу Сьйону — 4 000, а герцогу Савойському — 1 000 флоринів. Хоча Вале прийняв умови, місцеве населення продовжувало чинити опір барону за першої ж нагоди та зберігало самоуправління. Зі зруйнованими замками, втраченим авторитетом і незадоволеним населенням, барон залишив Вале і помер у Римі в 1431 році. Компроміс, досягнутий у 1419 році в Цюриху, підтвердив верховенство Конфедерації над союзами окремих її членів.